# Список объектов всемирного наследия ЮНЕСКО в Сербии
В списке Всеми́рного насле́дия ЮНЕ́СКО в Респу́блике Се́рбии значится 5 наименований (на 2016 год), это составляет 0,3 % от общего числа (1248 на 2025 год). Все объекты включены в список по культурным критериям, причём 2 из них признаны шедеврами человеческого гения (критерий i). Кроме этого, по состоянию на 2014 год, 11 объектов на территории Сербии находятся в числе кандидатов на включение в список всемирного наследия. Союзная Республика Югославия ратифицировала Конвенцию об охране всемирного культурного и природного наследия 11 сентября 2001 года. Однако первый объект, находящийся на территории Сербии, был занесён в список ещё в 1979 году на 3-й сессии Комитета всемирного наследия ЮНЕСКО, когда страна являлась частью СФРЮ. Также следует отметить, что культурный объект Православные монастыри в Косове, по состоянию на 2010 год, включен в список всемирного наследия, находящегося под угрозой, по причине возможных атак косовских албанцев. Все 4 православных храма в рамках данного объекта наследия находится под защитой KFOR.

## Список
В данной таблице объекты расположены в хронологическом порядке их добавления в список всемирного наследия ЮНЕСКО.
| # | Изображение | Название | Местоположение                                        | Время создания | Год внесения в список | №    | Критерии      |
| - | ----------- | --- | ----------------------------------------------------- | -------------- | --------------------- | ---- | ------------- |
| 1 |             | Древний город Стари-Рас и монастырь Сопочаны (серб. Стари Рас и манастир Сопоћани) | Ближайший город Нови-Пазар Округ: Рашский             | XIII век       | 1979                  | 96   | i, iii        |
| 2 |             | Монастырь Студеница (серб. Манастир Студеница) | Ближайший город Кралево Округ: Рашский                | 1190           | 1986                  | 389  | i, ii, iv, vi |
| 3 |             | Средневековые памятники в Косове (серб. Средњовековни споменици на Косову) * Монастырь Высокие Дечаны * Монастырь Грачаница * Монастырь Печского патриархата * Церковь Богородица Левишка | Ближайший город: Печ Автономный край Косово и Метохия | XII — XIV века | 2004, 2006            | 724  | ii, iii, iv   |
| 4 |             | Дворец Галерия «Гамзиград-Ромулиана» (серб. Гамзиград - Ромулијана, палата Галерија) | Ближайший город Заечар Округ: Заечарский              | III — IV века  | 2007                  | 1253 | iii, iv       |
| 5 |             | Стечки — средневековые надгробья (серб. Стећци — средњовековни надгробни споменици) | Ближайший город Ужице Округ: Златиборский             | XII—XVI век    | 2016                  | 1504 | iii, vi       |

## Предварительный список
В таблице объекты расположены в порядке их добавления в предварительный список. В данном списке указаны объекты, предложенные правительством Сербии в качестве кандидатов на занесение в список всемирного наследия.
| #  | Изображение | Название                                                                                 | Местоположение                                                                              | Время создания | Год внесения в список | №    | Критерии        |
| -- | ----------- | ---------------------------------------------------------------------------------------- | ------------------------------------------------------------------------------------------- | -------------- | --------------------- | ---- | --------------- |
| 1  |             | Национальный парк Джердап (серб. Национални парк Ђердап)                                 | Ближайший город: Дони-Милановац Округ: Борский                                              | —              | 2002                  | 1963 | vii, x          |
| 2  |             | Делиблатские пески (серб. Делиблатска пешчара)                                           | Ближайшее поселение: Делиблато Округ: Южно-Банатский, небольшая часть Средне-Банатского     | —              | 2002                  | 1965 | vii, ix, x      |
| 3  |             | Национальный парк Шар-Планина (серб. Национални парк Шар-планина)                        | Ближайший город: Призрен Округ: Призренский, Автономный край Косово и Метохия               | —              | 2002                  | 1967 | vii, x          |
| 4  |             | Национальный парк Тара (серб. Национални парк Тара)                                      | Ближайший город: Баина-Башта Округ: Златиборский                                            | —              | 2002                  | 1968 | x               |
| 5  |             | Горное формирование Джаволя Варош, «Город дьявола» (серб. Ђавоља варош)                  | Ближайший город: Куршумлия Округ: Топличский                                                | —              | 2002                  | 1700 | vii             |
| 6  |             | Монастырь Манасия (серб. Манастир Манасија)                                              | Ближайший город: Деспотовац Округ: Поморавский                                              | XV век         | 2010                  | 5536 | i, ii, iv, vi   |
| 7  |             | Неготинские пивницы (серб. Неготинске пивнице)                                           | Город: Неготин Округ: Борский                                                               | XIX век        | 2010                  | 5537 | iii, iv, v, vii |
| 8  |             | Смедеревская крепость (серб. Смедеревска тврђава)                                        | Город: Смедерево Округ: Подунайский                                                         | XV век         | 2010                  | 5538 | iv, v           |
| 9  |             | Юстиниана Прима (серб. Царичин град)                                                     | Ближайший город: Лесковац Округ: Ябланичский                                                | 530            | 2010                  | 5539 | ii, iii         |
| 10 |             | Исторические памятники города Бач и окрестностей (серб. Историјско место Бача и околини) | Округ: Южно-Бачский                                                                         | с XII века     | 2010                  | 5540 | iv, v, vi, ix   |
| 11 |             | Рубежи Римской империи (серб. Границе Римског царства)                                   | Округа: Южно-Бачский, Сремский, Белград, Подунайский, Браничевский, Южно-Банатский, Борский | с I века       | 2015                  | 6060 | ii, iii, iv     |